# Rosita Yarza
María Rosa Yarza Manrique, más conocida como Rosita Yarza (n. Madrid; 5 de noviembre de 1922 - f. Madrid; 13 de octubre de 1996) fue una actriz española.

## Biografía
Casada con el también actor José María Seoane, despuntó tanto en cine como en teatro desde la década de 1940. Sobre los escenarios intervino en numerosos montajes en el Teatro Español de Madrid, y actuó bajo las órdenes, entre otros, de Luis Escobar o Cayetano Luca de Tena. Fueron especialmente célebres en su época las representaciones de Don Juan Tenorio, de José Zorrilla, junto a su marido.
De su paso por la gran pantalla, pueden mencionarse las películas El hombre que se quiso matar (1942), Santander, la ciudad en llamas (1944) o Mariona Rebull (1947).
Madre de dos hijos, José María y Alfonso, falleció a causa de una insuficiencia cardiaca.